# Campeonato mundial A de hockey patines masculino de 1964
El XVI Campeonato mundial de hockey sobre patines masculino se celebró en España en 1964, con la participación de diez Selecciones nacionales masculinas de hockey patines. Todos los partidos se disputaron en la ciudad de Barcelona.
Toda la competición se disputó en el formato de liga, enfrentándose entre sí las diez selecciones y ordenándose la clasificación final según los puntos obtenidos.

## Equipos participantes
De las 10 selecciones nacionales participantes del torneo, 7 son de Europa, 2 de América y 1 de Asia.
| Alemania Occidental |
| Argentina           |
| España              |
| Inglaterra          |
| Italia              |
| Japón               |
| Países Bajos        |
| Portugal            |
| Suiza               |
| Uruguay             |

## Resultados
|                     | Bandera de Japón | Bandera de España | Bandera de Portugal | Bandera de los Países Bajos | Bandera de Uruguay | Bandera de Inglaterra | Bandera de Alemania | Bandera de Italia | Bandera de Suiza | Bandera de Argentina |
| ------------------- | ---------------- | ----------------- | ------------------- | --------------------------- | ------------------ | --------------------- | ------------------- | ----------------- | ---------------- | -------------------- |
| Japón               |                  |                   |                     |                             |                    |                       |                     |                   |                  |                      |
| España              | 34-0             |                   |                     |                             |                    |                       |                     |                   |                  |                      |
| Portugal            | 28-0             | 0-1               |                     |                             |                    |                       |                     |                   |                  |                      |
| Países Bajos        | 12-0             | 0-4               | 2-2                 |                             |                    |                       |                     |                   |                  |                      |
| Uruguay             | 7-1              | 1-2               | 0-3                 | 2-6                         |                    |                       |                     |                   |                  |                      |
| Inglaterra          | 13-1             | 0-7               | 0-11                | 0-4                         | 2-1                |                       |                     |                   |                  |                      |
| Alemania Occidental | 11-1             | 2-7               | 0-2                 | 2-3                         | 3-0                | 3-1                   |                     |                   |                  |                      |
| Italia              | 12-0             | 1-2               | 0-4                 | 2-1                         | 1-1                | 8-0                   | 1-2                 |                   |                  |                      |
| Suiza               | 16-0             | 0-4               | 0-7                 | 0-2                         | 5-2                | 4-3                   | 5-1                 | 3-3               |                  |                      |
| Argentina           | 20-0             | 0-4               | 4-7                 | 2-0                         | 1-1                | 1-2                   | 3-2                 | 1-2               | 3-2              |                      |

## Clasificación Final
| Posición | Equipo       | Pts | PJ | PG | PE | PP | GF | GC  | DG   |
| -------- | ------------ | --- | -- | -- | -- | -- | -- | --- | ---- |
|          | España       | 18  | 9  | 9  | 0  | 0  | 65 | 3   | 62   |
|          | Portugal     | 15  | 9  | 7  | 1  | 1  | 64 | 7   | 57   |
|          | Italia       | 11  | 9  | 5  | 1  | 3  | 36 | 11  | 25   |
| 4        | Países Bajos | 11  | 9  | 5  | 1  | 3  | 30 | 14  | 16   |
| 5        | Argentina    | 9   | 9  | 4  | 1  | 4  | 33 | 21  | 12   |
| 6        | Suiza        | 8   | 9  | 4  | 0  | 5  | 34 | 25  | 9    |
| 7        | Alemania     | 8   | 9  | 4  | 0  | 5  | 25 | 23  | 2    |
| 8        | Inglaterra   | 6   | 9  | 3  | 0  | 6  | 21 | 40  | -19  |
| 9        | Uruguay      | 4   | 9  | 1  | 2  | 6  | 15 | 20  | -5   |
| 10       | Japón        | 0   | 9  | 0  | 0  | 9  | 3  | 162 | -159 |